# 十二使君の乱
十二使君の乱（じゅうにしくんのらん、ベトナム語：Loạn 12 sứ quân / 亂𨒒𠄩使君）は、呉朝の王である呉昌文の死後起こった950年から967年にかけての内乱、またはその時代（十二使君時代）のことである。

## 十二使君
呉昌文が戦死してその子の呉昌熾が立つと呉朝の勢力は衰えた。その中で十二使君と呼ばれる土豪たちが紅河デルタの各地に割拠して、互いに争った。
1. 矯公罕（キェウ・コン・ハン） - 峰州[1]（フート省）を拠点
2. 阮寛（中国語版）（グエン・コアン） - 三帯[1]（ヴィンフック省ヴィントゥオン県）を拠点
3. 阮守捷（中国語版）（グエン・トゥー・ティエプ） - 僊遊[1]（バクニン省）を拠点
4. 矯順（キェウ・トゥアン） - 回湖（フート省カムケー県）を拠点
5. 呉日慶（ゴ・ニャット・カイン） - 唐林[1]（ハノイ市ソンタイ）を拠点
6. 李奎（中国語版）（リ・クエ） - 超類[1]（バクニン省トゥアンタイン）を拠点
7. 杜景碩（中国語版）（ドー・カイン・タク） - 杜洞江[1]（ハノイ市クオックオアイ県）を拠点
8. 阮超（中国語版）（グエン・シエウ） - 西扶烈[1]（ハノイ市タインチ県）を拠点
9. 呂唐（中国語版）（ルー・ドゥオン） - 細江[1]（フンイエン省ヴァンザン県）を拠点
10. 范白虎（ファム・バック・ホー） - 藤州[1]（フンイエン省キムドン県）を拠点
11. 陳覧（チャン・ラム） - 布海口[1][3]（タイビン）を拠点
12. 呉昌熾（ゴ・スオン・シー） - 平橋[1]（タインホア省チェウソン県）を拠点

## 鎮定まで
このような状況の中で、華閭（ニンビン省）において、呉権に仕えた将軍丁公著の遺児であり、独立勢力を築いていた丁部領（ディン・ボ・リン）が現れた。丁部領は、当初は陳覧に従い後継者の地位を得、その死後に勢力を吸収した。後に范白虎を味方につけ、他の使君たちを討伐していった。民衆の支持のもと、連戦連勝ゆえに万勝王と尊敬された丁部領の前に、使君は次々に撃破され、投降していった。968年に丁部領によって平定された。

## その後
968年に丁部領は皇帝に即位し（丁先皇）、国号を大瞿越（大きな越の国）として丁朝を創建し、華閭に都を置いた。